# Mückeite
La mückeite è un minerale appartenente al gruppo della lapieite.